# Retro Studios
Retro Studios, Inc. és una empresa desenvolupadora de videojocs subsidiària de Nintendo, amb base a Austin (Texas). L'estudi és conegut pel seu treball a les franquícies Metroid Prime i Donkey Kong Country, i també ha col·laborat en altres projectes de Nintendo, tals com Metroid Prime Hunters i Mario Kart 7.
Retro va ser fundada el 21 de setembre de 1998 com a conseqüència d'una aliança entre Nintendo i el fundador d'Iguana Entertainment Jeff Spangenberg, amb l'esperança de crear títols per a la GameCube destinats a un públic més adult. La companyia va començar a treballar en diversos projectes, tots els quals van ser cancel·lats quan Retro va centrar tots els seus recursos en Metroid Prime, el primer títol Metroid desenvolupat fora del Japó. L'èxit Metroid Prime va fer que Retro treballara en dues seqüeles, i més tard s'implicara en reviure la franquícia Donkey Kong amb Donkey Kong Country Returns.